# إدوارد غرينوود
إدوارد غرينوود (بالإنجليزية: Edward Greenwood)‏ (19 يناير 1845 في المملكة المتحدة - 25 يناير 1899 في المملكة المتحدة) هو لاعب كريكت بريطاني (وحمل سابقاً جنسية المملكة المتحدة لبريطانيا العظمى وأيرلندا). لعب مع Kent County Cricket Club ‏.

## وصلات خارجية
- إدوارد غرينوود على موقع إي آس بي آن كريك إنفو (الإنجليزية)